# Бекетова, Мария Андреевна
Мария Андреевна Бекетова (12 [24] января 1862 или 24 января 1862, Санкт-Петербург — 2 декабря 1938, Ленинград) — русская писательница и переводчица. Тётка поэта А. А. Блока по материнской линии, его первый биограф.

## Биография
Родилась в семье учёного-ботаника и организатора науки, профессора Андрея Николаевича Бекетова (1825—1902), и переводчицы Елизаветы Григорьевны Бекетовой, урождённой Карелиной (1834—1902). Сестра переводчицы и поэтессы А. А. Кублицкой-Пиоттух и писательницы Е. А. Красновой, племянница химика Н. Н. Бекетова.
С серебряной медалью окончила петербургскую Василеостровскую женскую гимназию (1879). Серьёзно занималась музыкой, пробовала себя в композиции. Под влиянием толстовского учения, в 1880-х гг. увлеклась народным просвещением, вошла в кружок Александры Калмыковой. Подготовила к изданию несколько небольших книжек для народного чтения, они вошли в издаваемые Калмыковой серии «Жизнь прежде и теперь» и «Силы природы и труд человека». Сотрудничала с детскими журналами «Родник» и «Солнышко» и «Читальней народной школы».
Мария Андреевна вспоминала: «Кружок, основанный Александрой Михайловной, состоял из демократической молодежи обоего пола: студенты, учителя и учительницы, мы с сестрой Екатериной Андреевной были несколько иного пошиба, чем все эти юноши и девушки. Не будучи чопорны, мы не были и демократичны. Александра Михайловна собрала это общество с целью рассматривать книги по народной литературе, издавая вновь то хорошее, что было забыто и исчезло с рынка, и писать самим, занимаясь, главным образом, обработкой в упрощенной форме хороших книг разнообразного содержания. Все это предпринималось с целью бороться с лубочной литературой… Александре Михайловне я обязана очень многим, она дала мне много полезных указаний и советов, доставила работу и поощрила мой труд, что мне было очень важно, особенно на первых порах».
Умерла в конце 1938 года на 77-м году жизни. Как сообщалось в некрологе, «уже почти слепая, потеряв один глаз, она продолжала работать над многотомной историей бекетовской семьи». Похоронена на Смоленском кладбище Ленинграда, в 1944 году прах перенесён на Литераторские мостки на Волковское кладбище.

## Литературная деятельность
Хотя музыка оставалась главным увлечением М. А. Бекетовой, она поняла, что может зарабатывать на жизнь литературным трудом. В детских журналах выходят её, написанные простым, понятным для детей, языком, очерки о Голландии, Англии и Шотландии («Что за земля Голландия и как живут голландцы», «Ирландия и ирландцы», «Шотландия и шотландцы» и др.). Для издательства И. Д. Сытина она пересказала романы Жюля Верна «Необычайные приключения капитана Гаттераса» (1888, 1890), Даниэля Дефо «Приключения Робинзона Крузо» (1896). В 1892 году в павленковской серии «Жизнь замечательных людей» она выпускает биографический очерк о детском писателе Х. К. Андерсене. Там же выходит книга «Жизнь и странствия Христофора Колумба». Для Комитета грамотности написала очерк «Нефть и нефтяное дело в России» (1915).
М. А. Бекетова занимается пересказом и переводом западноевропейской литературы. В автобиографическом очерке «Мои редакторы и издатели», хранящемся в архиве А. А. Блока, она пишет: «Я начала с переводов, причём выбрала польский язык, которому выучилась случайно. Прочтя трёх классических поэтов — Мицкевича, Словацкого и Красинского, я начала было переводить мелкие стихи Мицкевича, но это оказалось трудно и плохо мне удавалось. Тогда я принялась за прозу».
Первый переводной опыт М. А. Бекетовой ― рассказ польского писателя Болеслава Пруса «Поэт и жизнь» напечатал в 1882 году журнал «Вестник Европы». Годом позже там же опубликован рассказ Элизы Ожешко «Четырнадцатая часть». И в дальнейшем она переводит рассказы Пруса, Ожешко, Марии Конопницкой, Марии Родзевич, Станислава Пшибышевского, Стефана Жеромского. Отдельными книгами выходят «Крестоносцы» Генрика Сенкевича и «Дело Дольэнги» Юзефа Вейсенгофа.
Начав с польского перевода, М. А. Бекетова далее переводит для журнала «Вестник иностранной литературы» французскую и немецкую классику ― Бальзака, Жорж Санд, Мопассана, Альфонса Додэ, Э. Т. Гофмана и др..
В советские годы выпустила несколько небольших детских книг ― «Твоя книжка» (1925), «Полетай-ка» (1928) «Бурёнушка» (1929), «Егорка» (1929).
Мария Андреевна 10 лет вела семейный дневник, ещё не весь опубликованный.
На его основе издала три книги воспоминаний: «А. Блок. Биографический очерк» (1922), «Блок и его мать. Воспоминания и заметки» (1925). Третья книга «Шахматово. Семейная хроника» хотя и вышла в 1930 году, Бекетова продолжала работать над ней всю жизнь. Полностью книга была опубликована только через 60 лет. Опубликовала статьи «О рисунках А. Блока», «Веселость и юмор Блока». Как писалась первая книга о Блоке, Мария Андреевна пишет в очерке «Мои редакторы и издатели»:

В 1921 году, когда скончался Блок, в среде его близких и друзей, составивших комитет по увековечению его памяти, возникла мысль о том, что нужно написать хоть краткую биографию Блока. Эту работу поручили Щеголеву, который согласился за неё взяться. <…> Немного погодя Щеголев отказался писать биографию. Никто из друзей Ал. Блока не захотел взяться за это дело. Как раз в это время я часто встречалась с Чуковским, который задумал издавать детский журнал. Он знал мои работы по детской литературе и просил меня написать что-нибудь о Блоке. Я сначала не решалась на это, но потом написала несколько страниц, которые Чуковский одобрил. Издание журнала не состоялось, но опыт с Чуковским натолкнул меня на мысль написать биографию Блока. Я поделилась ею с матерью и вдовой Блока, и они меня поощрили. Книга была написана за полгода. Моим редактором была мать Блока <…>. Она вычеркивала из моей рукописи целые страницы, а некоторые места переделывала по-своему, так как ей не нравился мой спокойный и плавный стиль, но когда книга вышла, oна ей полюбилась, и в последние месяцы своей жизни она говорила, что не может читать ничего, кроме этой книги.

Важной работой в источниковедении стал подготовленный М. А. Бекетовой двухтомник «Письма Александра Блока к родным» (1927—1932), где она сопроводила 635 неизданных писем поэта примечаниями. Осталась неопубликованной книга об отце ― А. Н. Бекетове. Воспоминаниями Бекетовой пользовались реставраторы при восстановлении блоковского Шахматова.